# Col de Teghime
De Col de Teghime is een 536 meter hoge bergpas in het noordoosten van het Franse eiland Corsica. De pas verbindt de hoofdplaats Bastia met de Nebbio en San Fiurenzu. De pashoogte ligt in de gemeente Barbaggio, aan de voet van de berg Pigno (963 m) en in het massief van de Monte Stello. Vanaf de pas splitst de D38 af van de D81 in de richting van Oletta.